# David Depetris
David Alberto Depetris (San Jorge, 11 november 1988) is een Slowaaks voetballer die werd geboren in Argentinië en als aanvaller speelt. Hij heeft een driedubbele nationaliteit. Voor hij naar Slowakije kwam, had hij vanwege Italiaanse voorouders ook een Italiaans paspoort verkregen. Depetris is de broer van de Argentijnse voetballer Rodrigo Leonel Depetris die voor Atlético de Rafaela speelde.

## Clubcarrière
Hij begon ook bij Atlético de Rafaela en speelde tussen begin 2008 en eind 2012 in Slowakije voor Trenčín. De eerste helft van 2012 werd hij verhuurd aan het Nederlandse FC Omniworld. In het seizoen 2012/13 was hij de eerste niet-Slowaakse topscorer van de hoogste afdeling van het Slowaakse voetbal, de Corgoň Liga, met 16 treffers.
Depetris speelde sinds begin 2013 voor het Turkse Çaykur Rizespor. Die club verhuurde hem begin 2014 aan Sigma Olomouc en vervolgens aan het Mexicaanse Monarcas Morelia. Vanaf september 2015 speelde Deperis voor Spartak Trnava. Medio 2016 ging hij naar Argentinië waar hij voor CA Huracán ging spelen. In 2017 zat hij eerst zonder club en sloot in september aan bij Olimpo. In september 2018 ging hij voor Club Atlético Sarmiento spelen. Begin 2019 keerde Depetris terug naar Slowakije bij Spartak Trnava. Medio 2019 keerde hij terug bij AS Trenčín. Eind 2020 werd zijn contract ontbonden. In 2021 speelde hij voor US Savoia 1908 in de Italiaanse Serie D.

## Interlandcarrière
Onder leiding van bondscoach Ján Kozák debuteerde Depetris op 14 augustus 2013 voor het Slowaaks voetbalelftal in een vriendschappelijke wedstrijd tegen Roemenië. Hij viel in dat duel na 78 minuten in voor Stanislav Šesták. Ook invaller Samuel Štefánik (AS Trenčín) maakte in die wedstrijd zijn debuut voor de nationale A-ploeg.